# Paryż-Roubaix 2018
116. edycja wyścigu kolarskiego Paryż-Roubaix odbyła się w dniu 8 kwietnia 2018 roku i liczyła 257 km. Start wyścigu miał miejsce w Compiègne pod Paryżem, a meta w Roubaix. Wyścig figurował w rankingu światowym UCI World Tour 2018.

## Uczestnicy
Na starcie tego klasycznego wyścigu stanęło 25 zawodowych ekip, osiemnaście drużyn jeżdżących w UCI World Tour 2018 i siedem profesjonalnych zespołów zaproszonych przez organizatorów z tzw. "dziką kartą".
| Numery  | Kod | Drużyna                   |
| ------- | --- | ------------------------- |
| 1-7     | BMC | BMC Racing Team           |
| 11-17   | QST | Quick-Step Floors         |
| 21-27   | EFD | EF Education First–Drapac |
| 31-37   | MTS | Mitchelton-Scott          |
| 41-47   | TFS | Trek-Segafredo            |
| 51-57   | UAE | UAE Team Emirates         |
| 61-67   | GFC | Groupama–FDJ              |
| 71-77   | ALM | Ag2r-La Mondiale          |
| 81-87   | VWC | Vérandas Willems–Crelan   |
| 91-97   | SKY | Team Sky                  |
| 101-107 | SUN | Team Sunweb               |
| 111-117 | BOH | Bora-Hansgrohe            |
| 121-127 | DEN | Direct Énergie            |

| Numery  | Kod | Drużyna                      |
| ------- | --- | ---------------------------- |
| 131-137 | LTS | Lotto Soudal                 |
| 141-147 | COF | Cofidis                      |
| 151-157 | DDD | Dimension Data               |
| 161-167 | KAT | Team Katusha-Alpecin         |
| 171-177 | AST | Astana Pro Team              |
| 181-187 | FVC | Fortuneo–Samsic              |
| 191-197 | TBM | Bahrain-Merida               |
| 201-207 | TLJ | Team LottoNL-Jumbo           |
| 211-217 | MOV | Movistar Team                |
| 221-227 | DMP | Delko-Marseille Provence KTM |
| 231-237 | VCC | Vital Concept Cycling Team   |
| 241-247 | WVA | WB Aqua Protect Veranclassic |

## Klasyfikacja generalna
| M-ce | Imię i nazwisko          | Kraj              | Drużyna                      | Czas       |
| ---- | ------------------------ | ----------------- | ---------------------------- | ---------- |
| 1.   | Peter Sagan              | Słowacja          | Bora-Hansgrohe               | 5h 54' 06" |
| 2.   | Silvan Dillier           | Szwajcaria        | Ag2r-La Mondiale             | + 0"       |
| 3.   | Niki Terpstra            | Holandia          | Quick-Step Floors            | + 57"      |
| 4.   | Greg Van Avermaet        | Belgia            | BMC Racing Team              | + 1' 34"   |
| 5.   | Jasper Stuyven           | Belgia            | Trek-Segafredo               | + 1' 34"   |
| 6.   | Sep Vanmarcke            | Belgia            | EF Education First–Drapac    | + 1' 34"   |
| 7.   | Nils Politt              | Niemcy            | Team Katusha-Alpecin         | + 2' 31"   |
| 8.   | Taylor Phinney           | Stany Zjednoczone | EF Education First–Drapac    | + 2' 31"   |
| 9.   | Zdenek Stybar            | Czechy            | Quick-Step Floors            | + 2' 31"   |
| 10.  | Jens Debusschere         | Belgia            | Lotto Soudal                 | + 2' 31"   |
|      |                          |                   |                              |            |
| DNF  | Maciej Bodnar            | Polska            | Bora-Hansgrohe               | -          |
| DNF  | Przemysław Kasperkiewicz | Polska            | Delko-Marseille Provence KTM | -          |